# 삼성 매직스테이션
매직스테이션(Magic Station)은 삼성전자의 데스크톱 컴퓨터 브랜드이다.
1989년 삼성전자가 컴퓨터 제조 사업을 시작한 이후, 5년 만인 1994년에 매직 스테이션 브랜드를 단 첫 PC가 출시된 이래 꾸준히 해당 브랜드의 제품을 출시해 왔다.
그러나, 2005년부터 해당 브랜드에 대한 광고가 거의 없는 편이었으며, 2008년부터 2010년까지는 노트북 브랜드인 센스에 통합된 형태를 취하고 있으나, 데스크톱 제품 자체에는 예전부터 사용하던 매직 스테이션 로고를 그대로 사용하였으며, 2011년 2월부터 매직스테이션이라는 브랜드는 폐지되었다. 2013년 7월 14일부터는 기존의 센스와 매직스테이션을 아티브라는 새로운 브랜드로 통합하였다.

## 같이 보기
- 센스